# جورج مرزباخ
جورج مرزباخ (بالإنجليزية: George Merzbach)‏ (1876-1936) هو محامي بلجيكي كان رئيساً لأحد المحاكم المختلطة في مصر وهو ثالث رئيس لنادي الزمالك المصري سنة 1911م.
جورج ميرزباخ بيك، من مواليد 25 سبتمبر 1874م في مدينة بروكسل البلجيكية. توفى في 17 فبراير 1928م في مدينة القاهرة. أتم دراسته كطالب حقوق ثم ذهب إلى مصر للتدريب على المحاماة عند محامٍ صديق لوالده، هو السيد هنرى الذي كان سعيدا بأداء جورج في فترة التدريب. عاد جورج إلى بلجيكا لزيارة العائلة قبل ان يستقر في القاهرة و يمارس عمله في المحاماة، ثم أصبح نقيباً للمحاميين المحاكم المختلطة بين عامي 1925 إلى 1928، يرجع إليه الفضل في إنشاء صندوق المعاشات بنقابة القاهرة.

## حياته المبكرة
ولد مرزباخ في مدينة بروكسل البلجيكية في 25 سبتمبر 1874. والده هو الشاعر هنريك ميرزباخ (1837-1903) وأمه هي بولين لو هاردي دي بوليو (1851-1948)، وتزوجا في 27 أغسطس 1870. مرزباخ لديه ثلاثة أشقاء، وأخت كبرى تدعي هيلين (1871-1937)، وأخ أصغر يدعي تشارلز ميرزباخ (1875-1943)، وأخت أصغر منه  تدعي كلير (1880-1956).
تخرج مرزباخ من جامعة بروكسل الحرة، وحصل على شهادة القانون. قبل أن يسافر إلى مصر للتدرب كمحام مع صديق محامي لوالده السيد هنري الذي كان سعيدًا بأداء مرزباخ أثناء تدريبه. عاد مرزباخ إلى بلجيكا لزيارة عائلته قبل أن يقرر الاستقرار في القاهرة وممارسة مهنته هناك. كان يذهب إلى بلجيكا كل صيف لزيارة عائلته.

## حياته
كان أحد المحامين الكبار في مصر وأحد الضيوف الذين يدعوهم السلطان حسين كامل إلى قصر عابدين سواء في المآدب الرسمية أو للمشورة وإبداء الرأى. حصل على أوسمة مثل نيشان النبيل ووسام جوقة الشرف (بالفرنسية: Legion of Honour). كانت له تجربته القانونية المميزة فأصبح أحد المستشارين القلائل الذين يصغى إليهم البارون إمبان ويلتقي بهم أو يحتاج إليهم وهو يؤسس ضاحية مصر الجديدة. كان أيضا أحد من قد يلجأ إليه الملك فؤاد قانونياً.
ساهم مرزباخ في تأسيس نادى الزمالك تحت اسم قصر النيل ثم انتقل به إلى مكان دار القضاء العالي، ثم ابتعد عن ناديه طائعاً وراضياً عن الإنجاز الذي حققه تاركا الزمالك بعدها وابتعد مرزباخ عن الرياضة كلها.
بعد نجاحاته في مجال الحقوق، وبعد 20 يوما من تأسيسه لنادى الزمالك للألعاب الرياضية، تم ترقية مرزباخ من الخديوى عباس حلمى باشا الثاني وإعطائه لقب البكوية، وكان الخديوى عباس معروفاً بمعاداته للاستعمار الانجليزى في مصر وتم عزله عام 1914 عقب زيارته للعاصمة النمساوية فيينا.

## مسيرته

### المحاماة
كان مرزباخ محاميًا بارزًا في مصر، وأحد الضيوف الذين دعاهم السلطان حسين كامل ملك مصر إلى قصر عابدين، للمآدب الرسمية والمشورة. كانت لديه خبرة قانونية مميزة ولهذا، أصبح أحد المستشارين القلائل لدي البارون إمبان أثناء تأسيس حي مصر الجديدة. كما أنه كان أحد المحامين الذين سيلجأ إليهم الملك فؤاد الأول ملك مصر في الأمور القانونية. كما كان أحد المحامين القلائل الذين يستمع إليهم النائب العام ويخذ المشورة منهم لحل الأزمة الدستورية بين الملك فؤاد الأول ملك مصر وسعد زغلول باشا. اعتاد مرزباخ على الدفاع عن مصالح المؤسسات والشركات المصرية الكبرى ضد المحتلين البريطانيين. مرزباخ هو مؤسس كلية الحقوق بجامعة القاهرة التي تأسست عام 1925. وكان أستاذاً للقانون بجامعة القاهرة. حصل مرزباخ على ثقة زملائه المحامين وانتخب رئيسًا لمحامين الأجانب في مصر أمام المحاكم المختلطة في مصر.

### نادي الزمالك
أسس مرزباخ نادي الزمالك في 5 يناير 1911 تحت اسم نادي قصر النيل. كان تأسيس النادي وسيلة لمرزباخ للرد على المحتلين البريطانيين في مصر، حيث جعلوا نادي الجزيرة الرياضي في القاهرة فقط للجيش البريطاني. كانت الفكرة الرئيسية للزمالك أنه سيكون ناديًا للجميع. ثم نقله فيما بعد إلى مكان المحكمة العليا وغير اسمه إلى نادي المختلط. بدأ الزمالك نشاطه واستمر تحت رئاسة مرزباخ حتى عام 1915، ثم ترك الرئاسة لمواطنه البلجيكي نيكولاس أرفاجي بيانكي الذي لعب كجناح أيسر في فريق كرة القدم بالنادي. ومن ثم لم يتدخل ميرزباخ في مجال الرياضة مرة أخرى.

### تكريم
حصل مرزباخ على العديد من الأوسمة والميداليات الفخرية، بما في ذلك وسام النيشان المجيدي، وقلادة النيل العظمى (أرفع درجة تكريم مصرية)، وسام نجمة إثيوبيا (أرفع درجة تكريم في إثيوبيا) ، وسام جوقة الشرف (أرفع درجة تكريم في فرنسا) ، ووسام ليوبولد (أعلى درجة تكريم في بلجيكا)، ووسام التاج، ووسام الملك الذي منحه إياه السلطان حسين كامل. في 24 يناير 1911، بعد 19 يومًا من تأسيس نادي الزمالك، وبعد نجاحه الكبير في مجال القانون، تمت ترقية مرزباخ من قبل الخديوي عباس الثاني ملك مصر ومنح لقب بك، وهو رتبة أدنى من باشا ولكنها أعلى من أفندي. عُرف الخديوي عباس الثاني ملك مصر بأنه مناهض للاحتلال البريطاني لمصر، وهو موقف شاركه معه مرزباخ. كان مرزباخ من بين ركاب أول طائرة يقودها أجانب في مصر والتي تم إطلاقها في مصر الجديدة عام 1914. في عام 1922، اصطحب عالم الآثار هوارد كارتر مرزباخ وزوجته سيلين ماري بيها إلى الأقصر أثناء اكتشاف مقبرة توت عنخ آمون البارزة والرائعة.

## الحياة الشخصية
تحدث مرزباخ الفرنسية كلغة أولى. كان من الروم الكاثوليك. تزوج مرزباخ من زوجته الأولى ماري باليولوج (ولدت في 24 ديسمبر 1879، في 27 يوليو 1916، كانت ابنة ديميتري وأورتينا، وينتميان إلى عائلة الأباطرة البيزنطيين، وتوفيت في 13 نوفمبر 1916، أي أقل من أربعة أشهر بعد زواجهما، قُتلت في القصف الجوي الوحيد للقاهرة في الحرب العالمية الأولى الذي نفذه أطقم الطائرات الألمانية. ثم تزوج من زوجته الثانية سيلين ماري بيها (ولدت في 9 يوليو 1885 في الإسكندرية ) في 4 فبراير 1922، كانت ابنة إيلي وإلفير نحمان، وتوفيت في 9 أكتوبر 1972 في لندن بعد 44 عامًا من وفاة ميرزباخ. لم يكن لميرزباخ أي أطفال.

## وفاته
عند وفاته عام 1928م حضر الجنازة رئيس مجلس القضاء الأعلى ووزير العدل. و تم دفن مرزباخ في مدافن اللاتين (مدافن تيرا سانتا) في السيدة زينب بمصر القديمة. مدفن مرزباخ متواجد في ممر 39، مقبرة رقم 15.